# Печатники (электродепо)
Электродепо́ «Печа́тники» (ТЧ-15) — электродепо Московского метрополитена, обслуживающее Люблинско-Дмитровскую линию c 28 декабря 1995 года. Пассажирский парк — составы из вагонов 81-717.5/714.5, 81-717.5М/714.5М, 81-717.6/714.6. Имеет гейт с железнодорожной станцией «Южный порт».

## История
Изначально депо «Печатники» было укомплектовано семивагонными составами, частично новыми производства ОАО «Метровагонмаш», а большей частью — ранее работавшими в депо «Свиблово». Вскоре выяснилось, что собранный в депо парк оказался избыточным для небольших объёмов движения на Люблинской линии, и в период с 1999 по 2000 год несколько составов из «Печатников» ушли в депо «Северное», откуда были переданы во «Владыкино» (сказывалось ужасное техобслуживание новых вагонов в ТЧ-15).
В 1998 году в депо началась эксплуатация новых составов типа 81-720/721 «Яуза». Вагоны поступали в «Печатники» в среднем по 1—2 состава в год, однако из-за многочисленных технических проблем из вагонов этого типа было сформировано только 7 семивагонных составов, из которых одновременно на линию выходили не более двух или трёх. Регулярная эксплуатация вагонов типа 81-720/721 началась на Люблинской линии только в 2004 году после уменьшения интервалов движения поездов на линии и появления реальной необходимости наличия всех приписанных к депо составов в работоспособном состоянии. В марте 2005 года началась эксплуатация вагонов 81-720.1/721.1.
В начале 2000-х годов планировалось полностью перевести депо на вагоны «Яуза», однако, учитывая непростую историю внедрения новых вагонов, «Печатники» было решено доукомплектовать «номерными» составами 81-717.5М/714.5М. В 2008 году в связи с переводом Люблинской линии на восьмивагонные составы все опытно-промышленные «Яузы» 81-720/721 были переданы в ТЧ-7 «Замоскворецкое» для обслуживания в шестивагонном исполнении Каховской линии, за исключением нерабочих вагонов, простаивающих ещё с 2004 года из-за трещин в креплениях тяговых двигателей. Серийные «Яузы» 81-720.1/721.1 были оставлены в депо «Печатники». Из вагонов данного типа было сформировано 3 восьмивагонных состава, один из которых впоследствии был отстранён от эксплуатации. Вскоре после аварии 30 июля 2019 года с участием опытно-промышленных составов 81-720/721 на Каховской линии, 2 августа 2019 года серийные «Яузы» 81-720.1/721.1 были также отстранены от эксплуатации с пассажирами. Таким образом эксплуатация вагонов типа «Яуза» в Московском метрополитене была полностью прекращена.
Весной 2011 года в депо поступил первый серийный состав модели 81-717.6/714.6 для обучения машинистов, ранее работавший на Калининской линии. Всего под продление Люблинско-Дмитровской линии в 2011 году было заказано ещё 10 новых составов, впоследствии Московский метрополитен полностью отказался от закупок вагонов 81-717.6/714.6.
В сентябре 2016 года к открытию северного радиуса линии в депо поступил состав 81-760/761 «Ока» из ТЧ-8 «Варшавское» (№ 37067—37068), однако его эксплуатация носила временный характер, и уже в начале октября он был возвращён обратно.
С 1 по 13 мая 2021 года депо было отключено от сети метрополитена в связи с закрытием участка «Дубровка — Волжская».

## Реконструкция
Весной 2012 года было начато расширение территории электродепо. Необходимость реконструкции появилась в связи с продлением линии, которая с 2011 года состояла из 17 станций. 21 декабря 2012 года реконструкция завершилась. По её результатам, площадь электродепо увеличилась практически вдвое: к имевшимся 7 гектарам прибавилось ещё 6,7. Было построено 3 дополнительных пролёта по 5 путей каждый, а всего их стало 39. Один из них предназначен для колесообточного (колесотокарного) станка, а остальные пути предназначены для отстоя вагонов.
До расширения почти половина составов (26 из 56) вынужденно ночевали на путях депо, что не позволяло качественно осмотреть вагоны и увеличивало холостой пробег, а значит, вело к дополнительным расходам. После реконструкции дефицит отстойных мест сократился до 12 и был ликвидирован после ввода в эксплуатацию электродепо «Лихоборы» в 2018 году.

### Обслуживаемые линии
| Линия                 | Период                                                        |
| --------------------- | ------------------------------------------------------------- |
| Люблинско-Дмитровская | 1995 — настоящее время (до 2018 — единственное депо на линии) |

## Подвижной состав

### Пассажирский подвижной состав
| Тип вагонов                      | Период                 | Вагонов в составе | Состояние               |
| -------------------------------- | ---------------------- | ----------------- | ----------------------- |
| 81-717.5/714.5, 81-717.5М/714.5М | 1995 — настоящее время | 8                 | регулярная эксплуатация |
| 81-720/721 «Яуза»                | 1998—2008              | 8                 | переданы                |
| 81-720.1/721.1 «Яуза»            | 2005—2019              | 8                 | списаны                 |
| 81-717.6/714.6                   | 2011 — настоящее время | 8                 | регулярная эксплуатация |
| 81-760/761 «Ока»                 | в 2016 (1 состав)      | 8                 | переданы                |

## Фотогалерея
| - Подвижной состав - Электропоезда 81-717.6/714.6, 81-720.1/721.1 «Яуза» и 81-717.5М/714.5М - Электропоезд 81-717.6/714.6 на территории депо - Мотовоз МТК1-007 в депо |

| - Путевое развитие - Портал тоннеля - Пути на выезде из портала - Новый корпус депо |